# Kurotschka Rjaba

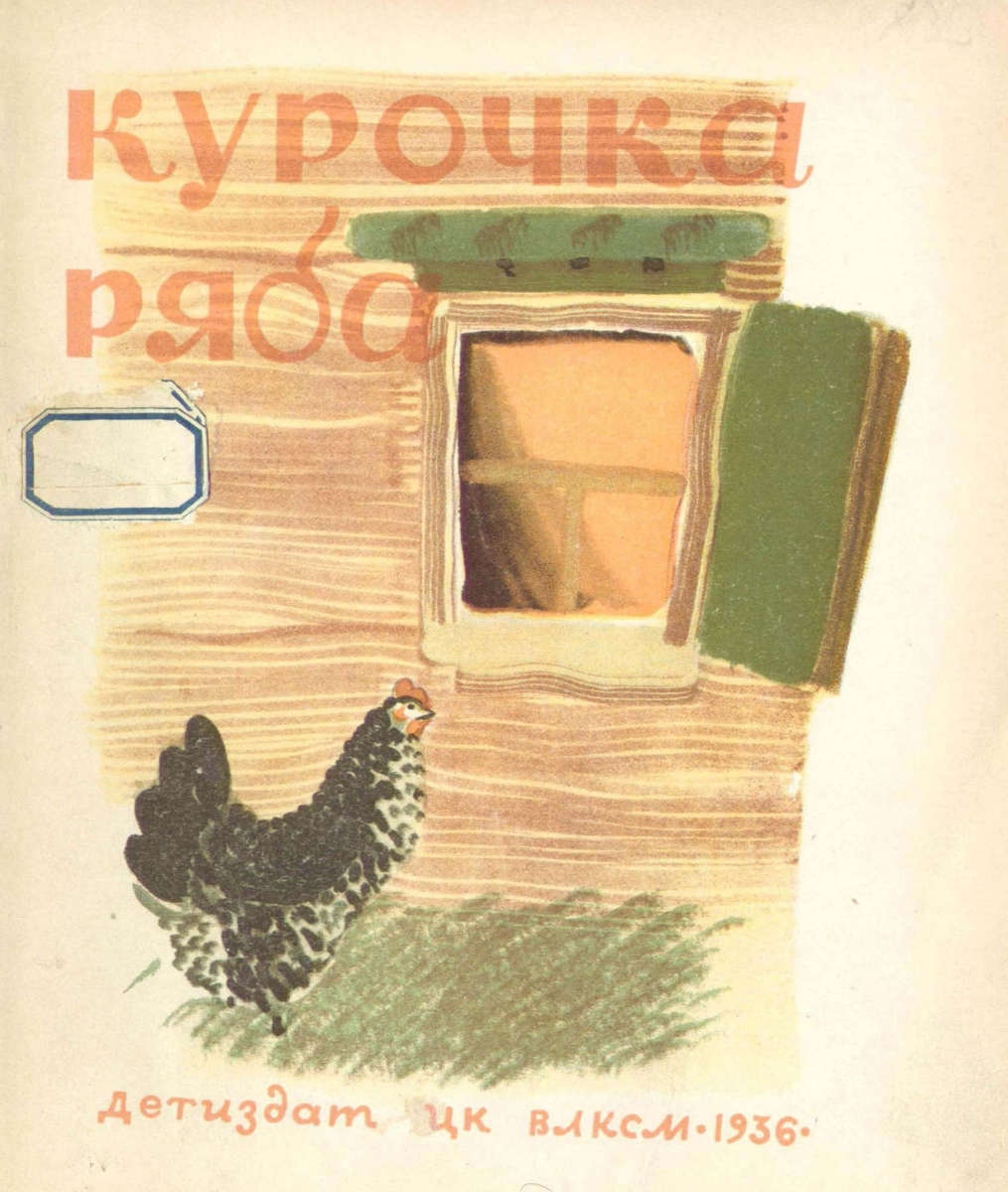
Kurotschka Rjaba als Illustration des Künstlers Konstantin Uschinski (1936)

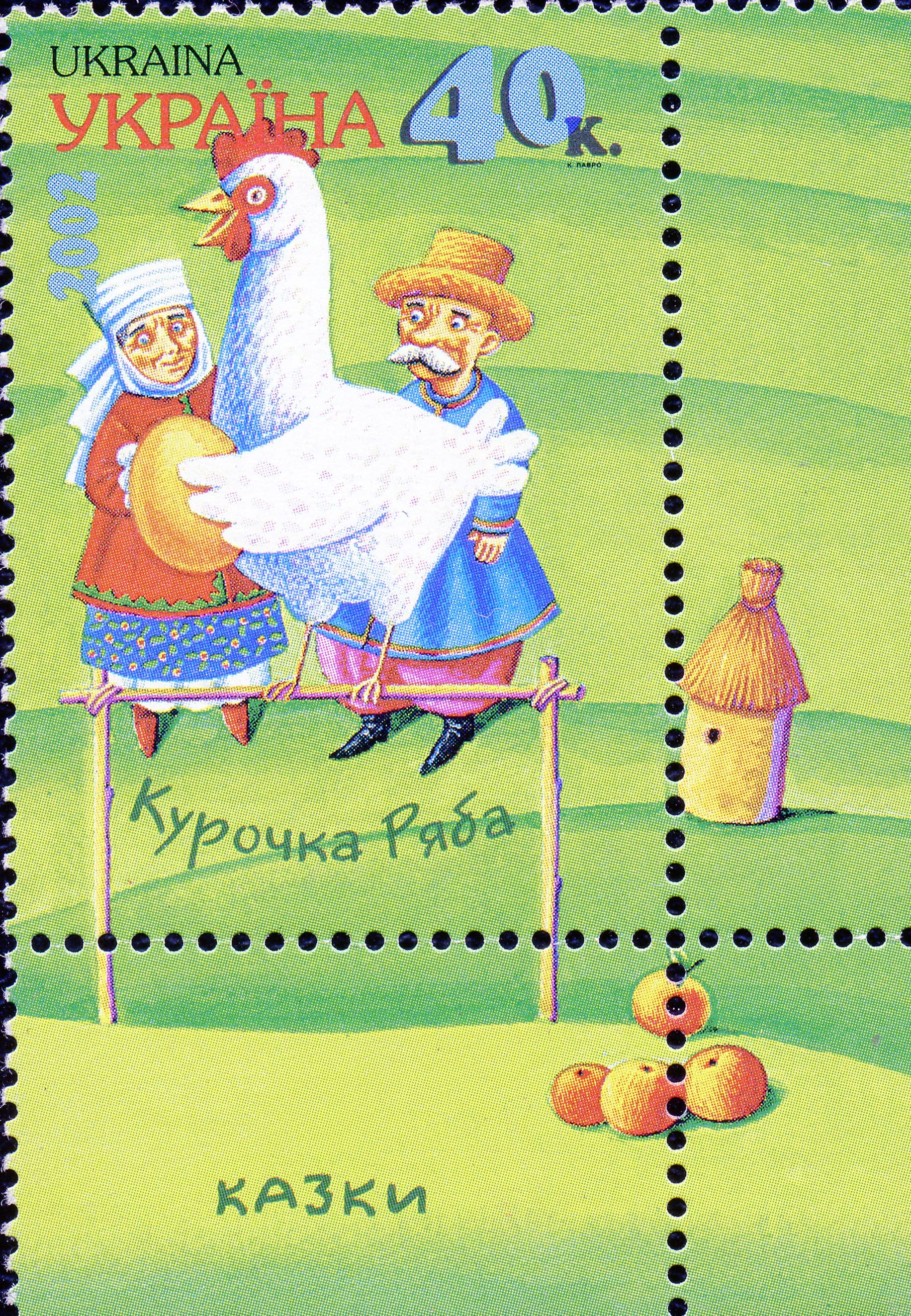
Kurotschka Rjaba auf einer ukrainischen Briefmarke (2002)

Kurotschka Rjaba (russisch Курочка Ряба, deutsch wörtlich: Die Henne Rjaba, in der DDR verlegt unter dem Namen Das goldene Ei) ist der Name eines Märchens in ostslawischer Folkloretradition. Es gehört zu den frühesten Geschichten, die Kinder in Russland und den Nachfolgestaaten der Sowjetunion vorgelesen bekommen, entsprechend hoch ist der Bekanntheitsgrad. Das Märchen ist aber auch in Polen, Rumänien, Litauen und Lettland bekannt. Dieses Märchen steht unverkennbar in der Tradierung von Äsops Fabel Die Gans, die goldene Eier legte.
Diese Version der Geschichte erhielt von dem russisch-ukrainischen Pädagogen und Schriftsteller Konstantin Uschinski 1864 ein „gutes“, weil kindgerechtes Ende, während die ursprüngliche Version der Geschichte für das Huhn tödlich endete.

## Handlung
In einer kleinen Hütte auf dem Lande lebt ein altes Ehepaar mit einer Katze und einem Huhn. Das Huhn bringt den beiden ein goldenes Ei. Die Katze rennt einer Maus hinterher, die sie fangen möchte, und fegt dabei das Ei vom Tisch, das auf dem Boden zerbricht. Die beiden Alten weinen über den Verlust, doch die Henne tröstet sie damit, morgen wieder ein neues, normales Ei zu legen.

## Interpretation
Diese heutige Fassung weicht stark von der tradierten Form ab, die zudem aus mehreren, unterschiedlichen Episoden besteht, die sich im Laufe der Erzählung kumulativ bis zur Katastrophe steigern. Die Struktur des Märchentextes ist eine Kette von Wiederholungen, eine Art von Refrain mit Versmaß.
Die Gattung der Tiermärchen ist bereits mehrfach wissenschaftlich untersucht worden. Die Episoden sind alle im bäuerlichen Umfeld angeordnet, teils die Natur, teils die Menschen beobachtend. So gibt es Fassungen mit einer Elster, die sich das Bein bricht, einer Eiche, die ihre Blätter abwirft, der Pfarrerstochter, die Eimer zerbricht, und dem Pfarrer, der Kirchenbücher zerreißt, dann wegrennt und gegen einen Pfosten läuft. Der Philologe Wladimir Propp sieht in diesen sich fortwährend steigernden Episoden sowohl einen unterhaltenden als auch komischen Aspekt. Er verweist auf die Bedeutungslosigkeit der Ereignisse am Anfang und deren Steigerung bis zur endgültigen Katastrophe.
Iwan Iwanowitsch Kruk (* 1954) hat sich eingehend mit der Kumulation und Repitation in Volkssagen und Märchen beschäftigt. Er versteht diese Techniken als charakteristisch für diese Gattung von Erzählungen und Literatur und beruft sich dabei auf Olga Jeronimowna Kapitsa (1865–1937), Spezialistin für Kinderliteratur und Folklore.
Für Ludmila Gregorewna Moschtschenskaja spiegelt sich in Die Henne Rjaba eine tiefe Schicht mythopoetischer Vorstellungen wider. Die Erzählung enthält ein Weltmodell, das in eine obere, mittlere und untere Schicht unterteilt ist. Die mittlere Welt wird von dem alten Ehepaar vertreten, die Maus ist Bewohner der unteren Welt und das goldene Ei verkörpert, gottgegeben, den Kosmos. In dieser Geschichte geht es nach ihrer Vorstellung um Glück oder Liebe, derer wir nie ganz habhaft werden können. „Versuchen Sie, das Glück und die Leichtigkeit seines Verlustes irgendwie klarer, bildlicher oder ganzheitlicher zu erzählen … Jeder versteht, dass es in dem Märchen darum geht.“

## Adaption
Die Vorlage zu dieser historischen Mär wurde über die Jahrhunderte zahlreich rezipiert. Auch Kurotschka Rjaba ist nur eine dieser Variationen, die mit dem Film Курочка Ряба von 1994 aus ironischer Sicht den Blick auf Eifersüchteleien auf dem Lande in postsowjetischer Zeit wirft.
In der Pariser Metrostation Madeleine befindet sich seit 2009 ein von der Moskauer Metro gestiftetes, etwa 40 m² großes Glasfenster des Künstlers Iwan Lubennikow (* 1951), das Курочка Ряба darstellt. Es wurde als Gegengeschenk gemacht, nachdem die Pariser Metro der Moskauer U-Bahn-Gesellschaft das Treppenhaus der Station Kiewskaja gestaltet hatte.